# Hänsel und Gretel verliefen sich im Wald (Film)
Hänsel und Gretel verliefen sich im Wald (später umbenannt in Laß uns knuspern, Mäuschen) ist ein deutsches erotisches Filmlustspiel  aus dem Jahr 1970 von dem österreichischen Regisseur Franz Josef Gottlieb, der auch das Drehbuch schrieb. Der Originaltitel ist identisch mit der ersten Zeile des gleichnamigen Kinderliedes. Die Hauptrollen sind mit Dagobert Walter, Francy Fair, Barbara Scott, Rainer Basedow und Karl Dall besetzt. Der Film kam am 20. Februar 1970 erstmals in die deutschen Kinos.  

## Handlung
Zu Beginn des Films erklärt eine Stimme aus dem Off, das Märchen von Hänsel und Gretel sei bislang irrtümlich den Kindern zugedacht gewesen, jetzt aber endlich als Moral-Epistel für Heranwachsende hergerichtet worden.
Hänsel und Gretel kennen sich mittlerweile seit neun Wochen. Nun machen sie eine gemeinsame Urlaubsreise, streiten sich aber ständig, weil er will, sie aber nicht. Dabei werden sie im Wald von einer attraktiven rothaarigen Schlossbesitzerin überrascht, die die beiden zu sich einlädt. Weil sie stets mit offener Bluse herumläuft, gelingt es der Sex-Hexe schnell, den ebenso naiven wie eitlen Buben in ihr Bett zu locken. Nachdem Gretel unterdessen um ein Haar von einem ekelhaften Schlossknecht vergewaltigt worden wäre, macht sie dem bösen Treiben ein Ende, indem sie sich ihrem Hänsel nackt an den Hals wirft. Die entmachtete Hexe aber gibt sich darauf wutentbrannt ihrer Zirkusmenagerie von Löwen, Tigern und Eisbären zum Fraß hin.

## Kritik
Das Lexikon des internationalen Films hält nicht viel von dem Streifen: „Hänsel, Gretel und drei andere Personen tummeln sich, sich paarend und als Nackedeis, in Burgschloß, Betten, Wiesen, Wasser, Auto und Kuhstall. Pornografienaher Nummernfilm mit vorgetäuschter Handlung und zotenhaftem Dialog, dem trotz versuchter Selbstironie bald die Luft ausgeht.“ Der Evangelische Film-Beobachter bläst ins gleiche Horn: „Primitiver Sexfilm, der seine Gags trotz höherer Ansprüche bei Bauernschwänken der untersten Kategorie ausleiht. Als negatives Filmbeispiel für Diskussionen über ‚Sex und Liebe‘ brauchbar, sonst abzulehnen.“